# Teoria integrării informației
Teoria integrării informației este o teorie generală elaborată de Norman H. Anderson pentru a explica cum pot oamenii să îmbine diverse comportamente ale unei informații. Aceasta sugerează că procesul implică un fel de "algebră cognitivă" și poate fi reprezentat matematic. Teoria a fost realizată, în principiu, pentru a explica modul în care oamenii pot integra câteva caracteristici de bază pentru a ajunge la o impresie generală despre o persoană. Dar a fost demonstrat că această teorie poate fi aplicată în multe domenii al psihologiei, inclusiv în schimbarea de atitudine.
Teoria integrării informației descrie schimbarea de atitudine ca pe un proces al integrării noilor informații cu vechile informații. Vechile informații constau în atitudinea prezentă, iar noile informații din mesajul persuasiv. Fiecare componentă a informației vine cu două atribute: o valoare pe o scală (reprezentată de s) și o greutate (reprezentată de g). Scala se referă la coeficientul de favorabilitate alocat de receptor componentei respective. Greutatea se referă la importanța sau relevanța informației.
Evaluările (valoarea pe scală și greutatea) pentru diferite componente ale informației pot fi combinate printr-o prelucrare individuală a informației în câteva moduri. Anderson a sugerat că prelucrarea înseamnă echilibrarea valorilor pe scală și a greutăților.